# Bobby Orr
Bobby Orr   (Parry Sound, 20 de març de 1948) és un jugador professional d'hoquei sobre gel canadenc retirat, àmpliament reconegut com un dels més grans de tots els temps. Orr va utilitzar la seva velocitat de patinatge sobre gel, puntuació i habilitats de joc per revolucionar la posició de defensa. Va jugar a la National Hockey League (NHL) durant 12 temporades, les 10 primeres amb els Boston Bruins, seguida de dues amb els Chicago Black Hawks. Orr encara és l'únic defensa que ha guanyat el títol de lliga amb dos trofeus Art Ross. Té el rècord de més punts i assistències en una sola temporada d'un defensor. Orr va guanyar un rècord de vuit trofeus Norris consecutius com a millor defensa de la NHL i tres trofeus Hart consecutius com a jugador més valuós (MVP) de la lliga. Va ser inclòs al Saló de la Fama de l'hoquei el 1979 a 31 anys, el més jove en ser incorporat en aquell moment. El 2017, va ser nomenat per la National Hockey League com un dels 100 millors jugadors de la NHL de la història.
Va començar a l'hoquei organitzat a vuit anys. Primer va jugar com a davanter, però va passar a la defensa i es va animar a utilitzar les seves habilitats de patinatge per controlar el joc. El seu joc a la competició provincial d'Ontario va atraure l'atenció dels cercadors de joves promeses de la NHL quan tenia dotze anys. A catorze anys, Orr es va unir als Oshawa Generals, el segon equip d'hoquei júnior dels Bruins, i va ser una estrella durant tres de les seves quatre temporades.
El 1966 es va unir als Boston Bruins, un equip que no havia guanyat una Copa Stanley des del 1941 i que no s'havia classificat per als playoffs des del 1959. Amb Orr, els Bruins van guanyar la Copa Stanley dues vegades, el 1970 i el 1972, i van perdre a la final de 1974. En ambdues victòries, Orr va marcar el gol final i va ser nomenat MVP dels playoffs. En l'últim èxit de la seva carrera, va ser l'MVP del torneig internacional d'hoquei de la Copa del Canadà de 1976. El 1976, Orr va deixar Boston com a agent lliure per unir-se als Black Hawks, però les lesions repetides havien destruït efectivament el seu genoll esquerre i es va retirar el 1978 amb 30 anys.
El primer contracte professional d'Orr va ser un dels primers d'hoquei sobre gel professional negociat per un agent. El va convertir en el jugador més ben pagat de la història de la NHL com a debutant. El seu segon contracte va ser el primer contracte que arribava al milió de dòlars a la NHL. No obstant això, després de la seva jubilació, Orr va saber que estava profundament endeutat i que va haver de vendre la major part del que tenia. Va trencar amb el seu agent Alan Eagleson i va demandar als Black Hawks per resoldre el seu contracte. Orr i la seva família van tornar a Boston, on va impulsar negocis per reconstruir les seves finances. Orr va ajudar a les investigacions que van conduir a les condemnes per frau i la inhabilitació d'Eagleson. També va donar suport a una demanda que va desafiar la NHL pel seu control del seu pla de pensions.
Després de la seva carrera d'hoquei, es va convertir en cercador de joves talents de diversos equips professionals. Va entrar al negoci d'agents de jugadors el 1996 i va ser el president de l'agència Orr Hockey Group, fins a la seva adquisició per part de Wasserman Media Group el 2018. També ha impulsat obres benèfiques i ha fet anuncis de televisió. Des de 1996, ha entrenat un equip de jugadors d'hoquei júnior a l'esdeveniment anual CHL Top Prospects.

## Biografia

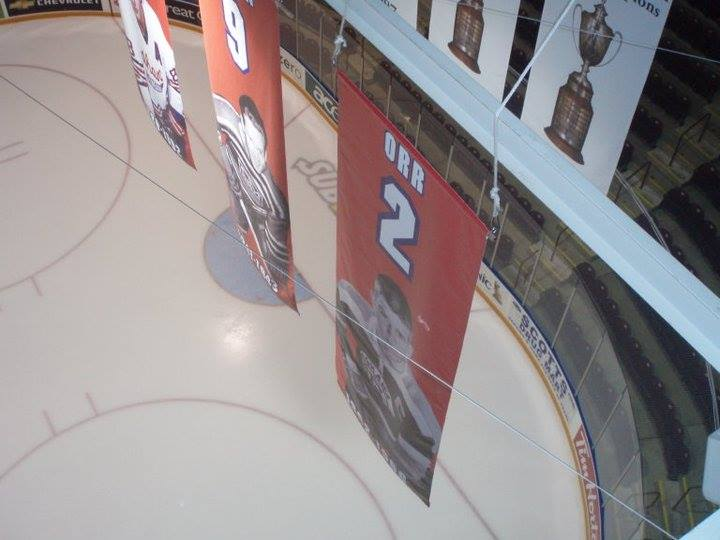
El número 2 que portava Orr va ser retirat pels Generals d'Oshawa el novembre de 2008

Orr va néixer a la ciutat de Parry Sound a la vora de la Badia georgiana, Ontario, Canadà. El seu avi, Robert Orr, era un jugador de futbol professional de primer nivell que va emigrar de Ballymena, Irlanda del Nord a Parry Sound a principis del segle xx. El pare d'Orr, Doug Orr, havia estat una vegada temptejat pel hoquei i va ser convidat a unir-se als Atlantic City Seagulls el 1942, però va rebutjar l'oferta. Doug Orr es va unir a la Royal Canadian Navy, servint durant la Segona Guerra Mundial. Va tornar després de la guerra a Parry Sound i Arva Steele, amb qui s'havia casat abans de marxar a la guerra, i a una feina a la fàbrica de dinamita CIL. Doug i Arva van tenir cinc fills junts: Patricia, Ronnie, Bobby, Penny i Doug Jr. Bobby va néixer el 20 de març de 1948 a l'Hospital St. Joseph, on la seva àvia Elsie Orr era infermera. Bobby era un nadó malalt al néixer i la seva supervivència era dubtosa.
Bobby Orr va mostrar el seu talent pel hoquei des de ben petit. Orr va jugar el seu primer hoquei organitzat l'any 1953 als cinc anys, a la divisió squirt menor, un any després d'aconseguir els seus primers patins i jugar de forma brillant. Tot i que era petit i una mica fràgil, aviat va poder patinar més ràpid que ningú de la seva edat, amb una velocitat que demostrava a les curses per la pista i als partits. Fins als deu anys, Orr va jugar a la  banda, com a davanter. El seu entrenador, l'exjugador de la NHL Bucko McDonald, va traslladar a Orr a la defensa. Tot i que Orr va jugar a la defensa, McDonald va animar Orr a utilitzar el seu talent com a patinador i anotador per fer presses ofensives. Segons McDonald: «Acostumava a dir-li a Doug que el nen estava en la seva posició natural quan jugava a la defensa. No calia ser geni per veure-ho, honestament. No crec que Doug estigués d'acord, però va acceptar la meva decisió». Orr després acreditaria a McDonald: «Bucko em va ensenyar gairebé tot el que sé».
Orr va ser observat pels Boston Bruins a la primavera de 1961, jugant en un torneig d'hoquei juvenil a Gananoque, Ontario. Wren Blair dels Bruins el va descriure com una combinació de Doug Harvey i Eddie Shore . Els Bruins van perseguir immediatament a Orr. Blair feia visites regulars a la casa familiar. A la tardor de 1961, els Bruins van invertir 10.006 dòlars canadencs del 2023) per patrocinar el seu equip d'hoquei menor. Encara que altres tres equips de la NHL (Toronto Maple Leafs, Detroit Red Wings i Canadiens de Montreal) estaven interessats en Orr, va signar el 1962 amb els Bruins. Orr va explicar que va signar amb els Bruins perquè són un equip del futur. S'estan reconstruint i jo vull formar part d'aquest programa de construcció.
Blair estava involucrat amb un pla per iniciar una nova franquícia dels Generals d'Oshawa en un nou camp a Oshawa, Ontario. Tot i que els Bruins ja tenien una franquícia d'hoquei juvenil, els Flyers de les Cascades del Niàgara, Blair va convèncer els Bruins perquè en tinguessin una altra. Va tancar un acord pel qual els Bruins posseïen el 51% de la franquícia, però Orr hauria de jugar a Oshawa. Quan Orr tenia catorze anys, Blair va convèncer la família Orr perquè permetés que Bobby assistís al campament de proves dels Flyers. Quan va acabar el campament i va arribar el moment de signar amb els Bruins, una reunió amb el propietari dels Bruins, Weston Adams, va ser amarga i Orr va tornar a Parry Sound. Blair va poder suavitzar la situació i convèncer l'Arva que en Bobby tenia l'edat suficient per marxar de casa. Per aconseguir les signatures dels Orr en un formulari C, comprometent a Bobby amb els Bruins als divuit anys, Blair va acceptar que Bobby es quedés a Parry Sound per a la seva escola, saltant les pràctiques dels Generals i només conduint cap al sud per jugar-hi els caps de setmana, un viatge de tres hores d'anada. La bonificació per signar va ser de 10.000 dòlars canadencs (98.805 $ CA en dòlars 2023), un cotxe nou i els Bruins pagarien per estucar la casa familiar.
Orr va debutar a l'hoquei juvenil la temporada 1962–63 per als nous Generals de la nova Lliga Metro Junior A. Orr només tenia catorze anys, competint contra joves de divuit, dinou i vint anys. La temporada 1963–64 va comportar més canvis a mesura que la Metro League es va retirar i Oshawa es va unir a l’Ontario Hockey Association (OHA). Orr es va traslladar a Oshawa, on va començar a assistir a l'escola secundària RS McLaughlin i es va allotjar amb una família local. Orr va marcar 29 gols per establir un rècord juvenil de gols d'un defensa i va ser assignat al primer equip All-Star de l'OHA. a 
L'objectiu i els totals de punts d'Orr van augmentar cada any durant la seva carrera juvenil, i va ser nomenat a l'equip de l'OHA First-All Star cada temporada que va estar a l'OHA. Orr va tenir la seva millor temporada la 1965–66, la seva quarta temporada de júnior. Orr va marcar 38 gols per augmentar el seu rècord golejador i va acabar amb 94 punts per promediar dos punts per partit per als Generals. Els Generals van acabar quarts a la lliga, però van guanyar el campionat de l'OHA, la J. Ross Robertson Cup, en derrotar als St. Catharines Black Hawks, els Montreal Junior Canadiens i els Kitchener Rangers. L'equip va derrotar als campions del nord d'Ontario, North Bay Trappers, i als campions del Quebec Shawinigan Bruins, per guanyar una plaça a la final de la Copa Memorial per al campionat júnior del Canadà.
Les esperances d'Oshawa a la final de la Copa Memorial de 1966 es van veure danyades quan Orr va patir una lesió a l'engonal contra Shawinigan, una lesió dolorosa que debilita la capacitat de patinatge d'un jugador. Per promocionar l'esdeveniment, celebrat als jardins Maple Leaf de Toronto, els Generals havien anunciat que seria l'última oportunitat de veure a Orr en junior i estaven ansiosos perquè jugués. La direcció de Bruins va exigir a Orr que no jugués a la final, perquè no volia arriscar-se a més danys a la seva propietat. Orr i els seus pares, però, estaven inflexibles que se li permetés jugar al campionat nacional. Com que no havia signat amb els Bruins, van amenaçar que mai jugaria a Boston si se'l resistia. Blair va decidir desafiar la propietat dels Bruins i deixar jugar a Orr. Tot i que Orr es va vestir i va jugar, no va ser un factor i Edmonton va derrotar a Oshawa per la Copa. L'entrenador d'Oshawa, Bep Guidolin, va ser acomiadat per deixar jugar a Orr, mentre que Blair va abandonar l'organització pel seu compte per unir-se a l'expansió Minnesota North Stars.

## Vida personal
Mentre estava de vacances, Orr va conèixer Margaret Louise Peggy Wood, nativa de Trenton, Michigan, i terapeuta de la parla que treballava a Fort Lauderdale, Florida. Es van prometre el dia de Nadal de 1972 i es van casar el setembre de 1973  en una cerimònia secreta a Parry Sound. Tenen dos fills, Darren i Brent. Darren treballa com a agent de jugadors a Orr Hockey Group. La mare d'Orr, Arva, va morir el novembre de 2000, 18 mesos després de ser diagnosticada amb càncer. El pare d'Orr, Doug, va morir el 2007. Orr es va convertir en avi quan va néixer la seva néta Alexis el 2009. Un segon net, Robert, va néixer el gener de 2011.
Se sap que Orr és molt lleial a l'antic personal i companys d'equip de Bruin. Quan Derek Sanderson va tenir problemes d'abús d'alcohol i drogues amb recepta i va acabar sense un cèntim, Orr va gastar els seus propis diners per assegurar-se que Sanderson completés amb èxit la rehabilitació. Dècades més tard, Orr i Sanderson van començar a negocis junts gestionant les finances dels jugadors d'hoquei. Orr també va ajudar a l'entrenador dels Bruins John (Frosty) Forristall, el seu company d'habitació durant els seus primers anys amb els Bruins, que acabava de ser acomiadat del Tampa Bay Lightning per alcoholisme el 1994. La beguda de Forristall el va enemistar amb el seu germà John, així que va tornar a Boston sense feina i poc després li van diagnosticar càncer de cervell. Orr va portar Forristall a casa seva durant un any fins que va morir als 51 anys. Orr va ser un portador al seu funeral.
Orr també és conegut per les seves obres benèfiques, tot i que en va mantenir la menció fora de la premsa. L'antic escriptor d'Eagle-Tribune Russ Conway va assenyalar d'una ocasió en què Orr i Conway van visitar l'Hospital Infantil de Boston, amb una caixa de programes, banderines, discos, imatges i records de Boston: «Vam anar d'habitació en habitació, Orr entrant, sense anunciar-ho. Els nens no s'ho podien creure com estaven malalts; parlava i bromejava amb cadascun d'ells, preguntava noms, fregava el cap, donava a tothom un petit regal de la capsa, deixava un pal, autografiava tot el que es veia». Orr va fer que Conway prometés no imprimir ni una paraula al diari. Orr va participar en nombroses recaptacions de fons benèfics. El 1980, Orr va rebre el premi Esclerosi Múltiple Silver Hope Chest Award de la Societat d'Esclerosi Múltiple per les seves nombroses i desinteressades contribucions a la societat.
Entre altres interessos personals, Orr ha tingut una passió per la pesca des de la infància. Té talent per resoldre trencaclosques ràpidament. Orr també és conegut pel seu gust per la roba i el seu estil de vestir. Quan vivia com a solter amb Forristall durant els seus anys amb els Bruins, Orr també era conegut per mantenir un apartament net i no beure, fumar o anar a la discoteca. Orr va projectar una imatge neta.
Com a ciutadà canadenc, Orr va provocar àmplies crítiques a partir de l'octubre del 2020 quan va publicar un anunci de pàgina sencera al líder de la Unió de New Hampshire exaltant el caràcter de Donald Trump i instant als votants nord-americans a reelegir-lo.

## Reconeixements
El 1970 va rebre el premi Golden Plate de l'American Academy of Achievement. El 1979 va ser investit com a oficial de l'Ordre del Canadà. Dos edificis de la seva ciutat natal de Parry Sound porten el seu nom. El primer és el Bobby Orr Hall of Fame, on s'exhibeix la seva medalla de l'Ordre del Canadà juntament amb altres objectes. El segon és el Centre Comunitari Bobby Orr, una instal·lació d'entreteniment polivalent. El 1995, Bobby Orr va ser inclòs al Saló de la Fama de l'Esport d'Ontario. Ha estat honrat amb una estrella al Passeig de la Fama del Canadà a Toronto. El 2004, es va obrir una escola primària a South Oshawa que porta el nom d'Orr. El 27 de novembre de 2008, els Generals d'Oshawa van retirar la samarreta número 2 d'Orr; aquest equip no havia fet servir el número des que Orr va ser transferit a la NHL el 1966. Orr va agrair a tots els que l'han ajudat durant els quatre anys que va jugar a Oshawa: «Vaig créixer molt a Oshawa entre els 14 i els 18 anys i estaré per sempre agraït a les persones que em van ajudar en aquell moment de la meva vida». El febrer de 2010, Orr va ser un dels vuit portadors de la bandera olímpica a les cerimònies d'obertura dels Jocs Olímpics de Vancouver de 2010.

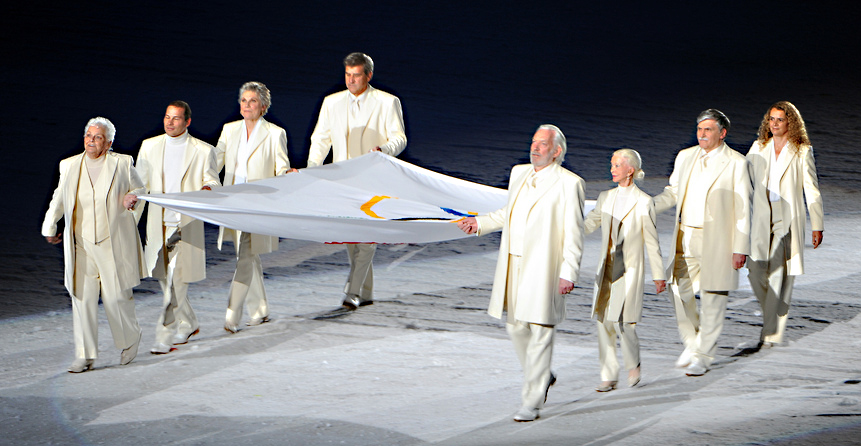
Orr (centre, darrere), un dels vuit canadencs que van portar la bandera olímpica durant les cerimònies d'obertura dels Jocs Olímpics de Vancouver de 2010

Una estàtua de bronze d'Orr es troba al costat del TD Garden de Boston, el pavelló de casa dels Bruins. Es va presentar el 10 de maig de 2010, el 40è aniversari de la primera victòria dels Bruins a la Copa Stanley amb Orr, i el representa immediatament després de marcar el gol de la victòria. La cerimònia d'inauguració va comptar amb la presència d'Orr i diversos dels seus antics companys d'equip. Va parlar de l'estàtua a la cerimònia: «Aquest moment específic que celebrem amb aquesta estàtua és una cosa que tots nosaltres ara podrem recordar amb nostàlgia, amb afecte, cada vegada que entrem al Boston Garden. A tots vosaltres, moltes gràcies de tot cor. Estic honrat. Nois, gràcies». El 2012, va rebre la medalla del jubileu de diamant de la reina Isabel II.